# Diego et Ziggy
Diego et Ziggy est une série télévisée d'animation française-britannique de 52 épisodes de 13 minutes créee par Lee Walters. En France, la série est diffusée sur Canal+ Family à partir du 8 décembre 2010 et rediffusée sur Canal+ Family. et CBBC en Royaume-Uni en 5 mai 2011.

## Synopsis
Diego, un jeune dromadaire, vit tranquillement dans le désert avec ses amis Tony le scorpion, Zazie l'autruche, Joe le fennec et Larry le varan. Un jour, il trouve une canette renfermant Ziggy, mi-raton laveur, mi-génie. Après avoir réalisé ses 2 premiers vœux (une cafétéria pour lui et ses amis et une piscine), du sable entre dans la canette qui fait office de lampre à génie. Il ne reste qu'un vœu à effectuer pour que Ziggy soit libre. Mais les vœux formulés par Diego tournent toujours à la catastrophe et empêche Ziggy de prendre sa liberté.

## Fiche technique
- Producteur(s): Millimages / Canal+ /Amuse Films/BBC
- Réalisateurs(s): Virginie Jallot
- Année de production: 2010
- Support: 2D Flash

## Personnages
- Diego : Le personnage principal. C'est un dromadaire détendu qui rencontre Ziggy un jour.
- Ziggy : C'est un raton laveur et également un génie. Il vit dans une canette de soda.
- Tony
- Joe
- Larry
- Zazie
- Sonia

## Liste des épisodes
1. Le coach (le 8 décembre 2010)
2. Space Diego
3. Encore un peu de glace?
4. Guitar Diego
5. C'est qui le boss?
6. Robotina
7. Du rififi entre génies
8. La ville champignon
9. La grande invasion
10. Le hoquet de l'amour
11. Mini Diego
12. Diego Extrême
13. Embrasse moi Diego
14. Diego super héros
15. Satellite TV
16. La tulipe noire
17. Diego ninja
18. Siffler n'est pas jouer
19. Les jetsetters
20. Un chef-d'œuvre à bosse
21. Les dents de la mort
22. Garde du corps en kit
23. Le fantôme
24. Le labyrinthe infernal
25. Flop 50
26. Partie de pêche
27. Double Diego
28. C'est dans la tête
29. Magico Diego
30. Sauvez Diego
31. Cocktail 4 pailles
32. Tri diégologique
33. Diego la main verte
34. Une île pour les vacances
35. Désastre en panavision
36. Sacré rhume
37. Le rayon doré
38. Gentil génie
39. Tu veux être mon ami?
40. Diego contre Mr X
41. C'est dans la boîte
42. Le château de Diego
43. Magic Card
44. Mirage à la Une
45. Chaos au musée
46. C'est le pied!
47. Diegolympique
48. Retour vers l'école
49. Un rêve parfait
50. La photo de l'année
51. Le bad guy
52. Liberté chérie (le 9 décembre 2011)

## Distribution

### Voix originales
- Alexis Tomassian : Diego
- Christophe Lemoine : Ziggy
- Pascal Sellem : Larry
- Philippe Valmont : Joe
- Emmanuel Garijo : Tony
- Céline Melloul
- Anouck Hautbois
- Patrick Pellegrin

## Diffusion
La diffusion de la série a commencé le 8 décembre 2010 dans la case consacré à Canaille + sur Canal+ Family.